# Mohamed Aly Thiam
Pour les articles homonymes, voir Thiam.
Mohamed Aly Thiam, né en janvier 1951 à Kolente (Guinée), est un magistrat, écrivain, enseignant, diplomate et homme politique guinéen.
Il est conseiller depuis le 22 janvier 2022 au sein du Conseil national de la transition guinéen en tant que personne ressource,.